# Notoxus bihawanensis
Notoxus bihawanensis is een keversoort uit de familie snoerhalskevers (Anthicidae). De wetenschappelijke naam van de soort is voor het eerst geldig gepubliceerd in 1981 door Uhmann.